# Wolfsstede
De Wolfsstede is een rijksmonument aan de Wakkerendijk 88 in Eemnes in de provincie Utrecht.
Met het bouwjaar 1652 is het een van de oudste boerderijen van Eemnes. De inwendige indeling is nog originaal. De nok van het rieten zadeldak staat haaks op de weg. De langhuisboerderij heeft een topgevel, met vensters met kleine roeden. De naam Wolfsstede dateert uit 1955. Op een gedenksteen in de veeschuur staat de tekst Eerste steen gelegd door Jan Gosen van Essen, 31 augustus 1851. 